# Ranunculus petroselinus
Ranunculus petroselinus är en ranunkelväxtart som beskrevs av J.A.J. Biria. 
Ranunculus petroselinus ingår i släktet ranunkler, och familjen ranunkelväxter. Inga underarter finns listade i Catalogue of Life.